# Crassula pyramidalis
Crassula pyramidalis là một loài thực vật có hoa trong họ Crassulaceae. Loài này được Thunb. miêu tả khoa học đầu tiên năm 1778.